# 第160特殊作戦航空連隊
第160特殊作戦航空連隊（だい160とくしゅさくせんこうくうれんたい、英: U.S Army 160th SOAR(A) Special Operations Aviation Regiment (Airborne)）は、アメリカ軍および友軍特殊部隊のヘリコプターを用いての輸送・回収・救出等を主任務とした特殊部隊（航空支援部隊であるが、任務の性質上特殊部隊）である。主として夜間に高速・低高度で迅速に任務を遂行することから、通称：ナイトストーカーズ（Night Stalkers、闇夜に忍び寄る者）と呼ばれる。
以下、本記事では通称であるナイトストーカーズと呼称する。本拠地はケンタッキー州フォート・キャンベル。標語は「Night Stalkers Don't Quit（ナイトストーカーズは諦めない）」「Death Waits in the Dark（死は闇で待つ）」である。

## 概要
ナイトストーカーズのルーツは、元々陸軍の第101空挺師団が1968年にヘリボーン部隊に改変されたことに始まる。
それからしばらく経った1979年11月4日、イラン革命に伴いイランアメリカ大使館人質事件が発生し、大使館に監禁された人質を救出するため、翌1980年4月24日から翌4月25日に掛けて、デルタフォースを用いたイーグルクロー作戦が実行されることとなった。この作戦では、当初空軍の戦闘捜索救難用ヘリコプターであるHH-53Hの使用を予定していたが、翼を折りたためたないためスペースが嵩むという理由で（ヘリコプターをフライトデッキ上に放置したままだと旧ソ連のスパイ衛星に救出作戦を察知されイラン側に通報される危険もあったためとも言われる）、海軍が同機を航空母艦「ニミッツ」へ搭載することを拒否した。このため、急遽海軍のRH-53Dを使用する事になったのであるが、元々掃海ヘリである同機を砂漠地帯で飛行させるには無理があり、3機が故障、さらに作戦中止後移動しようとした際に強風に煽られ、近くに駐機していたC-130に激突してしまい、8名が死亡する結果となった。この失敗を教訓としてアメリカ軍の特殊作戦航空能力の見直しが行われ（煩わしい連絡調整が必要な空、海、海兵隊の手を借りなくても済むよう特殊部隊が自前で航空輸送能力を有すべきという意見が多数を占めたため）、翌1981年、上記第101空挺師団所属の第101航空大隊他計4隊を中心として編成が開始され、同年10月には第160特殊任務部隊（タスクフォース）が創設された。初陣となったのは1983年のグレナダ侵攻である。
同部隊は、公式には「存在しない」極秘の部隊とされてきたが、1990年5月に現名称になり、3個大隊編成の連隊として格上げされた上で統合特殊作戦コマンド隷下となった。
以降、湾岸戦争や映画『ブラックホーク・ダウン』で有名なソマリア内戦のモガディシュの戦闘、イラク戦争等に参加し、戦果を挙げている。2002年にはアフガニスタン侵攻における戦訓により1個大隊が追加編成され、4個大隊編成となっている。

## 歴史
1980年夏、Operation EAGLE CLAW失敗の調査委員会が、
1. 作戦参加部隊の統合運用計画の不備
2. 事前情報収集の不足
3. 今回のような作戦に適したパイロットと航空機の欠如

などを調査結果として報告すると、軍は即座にこれらの状況の改善に取り組み始めた。この間も人質救出のための試みはさらに続けられており、特にあらゆる条件下での長距離低空飛行を行えるパイロットの養成と航空機の開発が急務とされた。そこで陸軍は第101空挺師団に白羽の矢を立てた。なぜなら、当時この師団は陸軍内でもヘリコプター保有数最大を誇っており、さらにその種類も豊富で、回転翼機を用いた特殊作戦能力開発のための大きな可能性を秘めていたからである。
第2次人質救出作戦には"Operation SNOW BIRD"という名称が与えられており、この作戦は第1次のそれと違い、対テロ部隊・情報部隊・航空部隊の新設、輸送機・ヘリコプターの仕様変更までをも含む広範で総合的なものだった。そして、この作戦の一部であるOperation HONEY BADGERは、中東・ペルシャ湾地域へ特殊作戦部隊を派遣する航空能力の開発を目的としたものだった。具体的には、隠密侵入能力を持つ新しいヘリコプター部隊の編成を目的としていた。これはとある作戦参加要員の言を待つまでもなく、「詰まるところ、どんなに優秀な特殊部隊員がいたところで、作戦地点に辿り着けなければ何の意味も無い」ということである。
特殊作戦航空能力開発のための特別プロジェクト"Operation HONEY BADGER"は、第101空挺師団第101航空グループの第158航空大隊を中心として開始された。同大隊のC中隊とD中隊は陸軍の新型強襲ヘリコプターUH-60A ブラックホークを調達し、主要戦力の輸送に用いられることになった。ブラックホークは簡単に展開できる高性能な強襲ヘリコプターで、その出力は大量積載時においても長距離高速航行を可能にする。第229攻撃ヘリコプター大隊は軽強襲ヘリコプターのためのパイロットを提供した。斥候ヘリコプターOH-6A リトルバードは小型で輸送が簡単なため、軽強襲任務用に割り当てられた。また、アラバマ州フォートラッカーではこのプロジェクトの独立部として武装したリトルバードの開発も開始された。初期プロジェクトも終盤となると、第229攻撃ヘリコプター大隊から選抜された要員はアラバマ州フォートラッカーの要員とチームを組み、第229攻撃ヘリコプター大隊B中隊はこのタスクフォースにおけるリトルバード機運用部隊となった。第159強襲支援ヘリコプター大隊A中隊は大量空輸能力を提供した。CH-47C チヌークは他の航空機ほど展開が容易ではないが、より大量の人員積載を可能とした。そして、これらの要員と航空機を統合して臨時編成の『タスクフォース158』が創設された。
次に、タスクフォース158はパイロットの訓練を開始した。選抜されたパイロット達はカリフォルニア州の砂漠地帯で、暗視ゴーグルを着用したまま7時間30分の夜間飛行を行うことを要求された。この訓練飛行で3度、指定ルートの航行に成功したパイロットは素質があるとみなされて訓練の最終段階へ進むことができた。最終段階では約1852kmにもおよぶ指定ルート上での夜間飛行が要求された。このようにタスクフォース158のメンバーは、1980年の夏と秋を通じて砂漠環境での操縦と長距離飛行の徹底的な訓練を受け、暗視ゴーグルを装着したままでの精密航行技術を発達させた。1980年の秋も後半となった頃、ようやくメンバーはOperation HONEY BADGERにおける最初の正式ブリーフィングを受け、自分達がイランから人質を救出する第2の試みに参加することを知った。
しかし、1981年1月20日になってそれまで水面下で行われていたイラン側との交渉が実を結び、人質が解放された。当然のことながら第2次救出作戦Operation SNOW BIRDと共にOperation HONEY BADGERも中止され、タスクフォース158の要員達は解散し原隊復帰になることを予想したが、陸軍指導部は将来的に同じような事件が起こった時に備えてこの部隊を臨時部隊から常設部隊とし、存続させることを決定した。これを受けてタスクフォース158はすぐに『タスクフォース160』へと改称され、編成も部隊本部付き中隊、MH-6 リトルバードを配備した軽強襲中隊1個、AH-6 キラーエッグを配備した軽攻撃中隊1個、ブラックホークを配備した強襲中隊2個、チヌークを配備した重強襲中隊1個となった。タスクフォース160はしばらくの間、部隊の露出を最小限にするためケンタッキー州フォートキャンベルの様々な場所で分割して運用され、訓練と専門技術の開発を続けた。
1981年10月16日、タスクフォース160は表向きの“正式名称”を『第160航空大隊』とし、公式に活動を開始した。フォートキャンベルの第101空挺師団閲兵場で公開式典を開催した後、タスクフォース158／第158航空大隊長だったJacob B. Couch中佐がタスクフォース160／第160航空大隊の初代司令官に就任した。翌年4月1日には、タスクフォース160が『第160航空大隊』として陸軍部隊名簿へ公式登録された。この新しい部隊の“第160航空大隊としての任務”は空中強襲戦術・技術・手順の実験を通じ、第101空挺師団長に対して柔軟な航空部隊運用能力を提供することだったが、“タスクフォース160としての任務”は陸軍の特殊作戦航空部隊として長距離隠密航空侵入能力を提供することであった。
1982年10月1日、陸軍の特殊作戦部隊を統括する目的で第1特殊作戦コマンド（現在の第1特殊部隊コマンド）が創設され、タスクフォース160はグリーンベレー、第1および第2レンジャー大隊（この当時はまだ第3大隊が存在せず、連隊化もされていなかった）、民事・心理作戦部隊などと共にその指揮下へ移管された。なおこれと同時に、第160航空大隊は第101空挺師団配下の通常の航空部隊に指定された。
初期の訓練では事故が多発し、部隊の将来性を脅かしたこともあった。1983年の3月から10月の間に訓練事故によって16名の尊い命と貴重なヘリコプター4機が失われた。これらの原因究明と改善のため、陸軍は1983年10月にフォートキャンベルでブルーリボン委員会を招集した。委員会は調査結果として訓練要領の標準化・体系化・危機管理ができていないことを指摘し、専門訓練プログラムの作成を推奨した。推奨に基づいて専門訓練プログラムを作成して実行に移した結果、以後の訓練事故は大幅に減り、部隊は解散を免れた。そしてこのプログラムは後に特殊作戦航空訓練中隊へと発展した。
1986年10月1日、増大するオプテンポ（作戦従事頻度）に対応するため、ジョージア州サヴァンナのハンター陸軍飛行場で第129特殊作戦航空中隊が活動を開始し、タスクフォース160の指揮下に入った。それに加え、25機のAH-6と23機のUH-1を保有する陸軍オクラホマ州兵の第245航空連隊第1大隊が支援部隊に指定された。同年10月16日、タスクフォース160／第160航空大隊は『第160特殊作戦航空グループ』へ改編された。
1987年6月21日、第129特殊作戦航空中隊から抽出された小部隊と、特殊部隊飛行分遣隊（1970年代ぐらいまではグリーンベレーに小規模の航空隊が付随していた）の残留部隊や第228航空連隊第1大隊からの志願者などが合併して第617特殊作戦航空分遣隊が創設され、ラテンアメリカ地域への前方展開部隊としてパナマのハワード米空軍基地に移動した。同分遣隊には第129特殊作戦航空中隊の保有する15機のMH-60 ブラックホークのうち5機が配備された。
また、時を同じくして第1特殊作戦コマンドや陸軍航空センターからは第160特殊作戦航空グループを3個大隊編成の連隊にまで拡大すべきであるとの意見が出ており、1988年9月には第1特殊作戦コマンドが特殊作戦航空連隊創設に関する概念要約書を作成し、アメリカ特殊作戦コマンド（USSOCOM）司令官James J. Lindsay陸軍大将に対して説明を行った。この説明が受け入れられると、第160特殊作戦航空グループは連隊化への準備を開始し、1989年9月16日にはその手始めとして第129特殊作戦航空中隊を第3大隊のHHC（大隊本部＆本部付き中隊）へ改編した。
1990年5月16日、陸軍省とTRADOC（陸軍訓練教義コマンド）の最終同意を得て、第160特殊作戦航空グループは『第160特殊作戦航空連隊』へと改編された。これと同時に第1および第2大隊が創設され、指揮命令系統も陸軍特殊作戦コマンド（USASOC）直下へ移管された。同年6月28日には連隊編成式典が開催された。
1994年7月27日、パナマ駐留の第617特殊作戦航空分遣隊が第3大隊D中隊に改編され、1999年にはパナマからプエルトリコのルーズヴェルトロード米海軍基地へ移動。2000年6月には第101空挺師団第160航空大隊からE中隊が増強戦力として抽出され、第160特殊作戦航空連隊第2大隊の配下へ移管された。この中隊は在韓米軍の前方展開部隊の一部として、韓国・大邱（テグ）に駐留している。
2002年7月、アフガニスタン侵攻の戦訓から4個目の大隊として特殊作戦航空支援大隊が創設された。2003年、プエルトリコのルーズヴェルトロード米海軍基地の閉鎖と共に第3大隊D中隊がジョージア州サヴァンナのハンター陸軍飛行場に移動。2006年7月16日には特殊作戦航空支援大隊が正式な第4大隊として活動開始（初代大隊長はJames C. Dugan中佐）。2008年4月24日、第160特殊作戦航空連隊の組織改編計画の一環として第3大隊のD中隊が解散。要員の大部分は第4大隊へ、残りは第3大隊C中隊へそれぞれ吸収された。
2011年3月25日、陸軍特殊作戦コマンド（USASOC）は陸軍における特殊作戦航空能力の統合化と発展を目的に特殊作戦航空コマンド（Army Special Operations Aviation Command : ARSOAC）を創設し、その中心部隊として第160特殊作戦航空連隊が配下に入った。

## 隊員
隊員の多くは陸軍の航空部隊に所属する隊員から選抜され、訓練を受ける。
USASOC公式サイトには、「彼らは高度に訓練されており、昼夜を問わず世界中のあらゆる環境で非常に困難な任務を比類のない精度で達成する準備が出来ている」と紹介されている。
夜間飛行下での能力は特に高く、FLIR装備での飛行のみならず、ナイトビジョンを装着した状態での操縦も出来るほど。また、CH-47 チヌークを用いて水面に着水した状態でホバリングさせ、後部ハッチからボートを回収する、後輪を着地させたままホバリングして後部ハッチから兵士を乗り降りさせる、MH-60 ブラックホークやMH-6 リトルバードを用いて夜間にロサンゼルスの市街地やビル群の間を超低空飛行し、狭い駐車場や道路に着陸して兵士を乗せる、ニューヨークブルックリン橋の下をくぐるといった技術も備えており、ヘリコプター操縦能力では世界で最もエリートなパイロットと称される。
飛行技術だけではなく、基本的な戦闘任務、初動対応、陸上航行、白兵戦、武器、チームワーク、水難訓練についての指導も受けており、様々な状況に対応できる。

## 訓練課程
彼等の選抜訓練は“資格評価週間”と呼ばれ、初日に体力試験がある以外は飛行に関するテストがほとんどである。また、志願者全員が撃墜された際のことを考えてSERE課程で専門的かつ過酷なサバイバル訓練と尋問耐久訓練を受ける。
選抜課程をパスした志願者は士官（准士官含む）・下士官によって別々の専門訓練課程へ進む。士官および准士官はパイロットとしての訓練を受けるために基礎資格課程（4か月間）へ、下士官は支援要員としての訓練課程（1か月間）へそれぞれ参加する。
基礎資格課程を修了したパイロット候補生には『基礎任務資格（Basic Mission Qualified/BMQ）』が与えられ、副パイロットとして実戦配備される。ただ、配属から最初の18か月間は完全任務資格課程として定められており、実質的には正パイロットになるための訓練がメインとなっている。したがって、この課程を修了した者のみが『完全任務資格（Fully Mission Qualified/FMQ）』を与えられ、正式パイロットとして勤務できるようになる。また、さらに優秀な者は選抜されて飛行先導資格課程として48か月間の実戦配備が可能となり、これを修了すると『飛行先導資格（Flight Lead Qualified/FLQ）』が与えられ、特殊作戦航空任務の計画と指揮に携われるようになる。

## 組織構成
| 第160特殊作戦航空連隊の編制表 |
| ----------------------------- |
|                               |

- 司令部および司令部中隊
- 特殊作戦航空訓練中隊
- 第1大隊(所在地:フォート・キャンベル)
  - 司令部および司令部中隊
  - 軽攻撃ヘリコプター中隊(AH-6M)
  - 軽強襲ヘリコプター中隊(MH-6M)

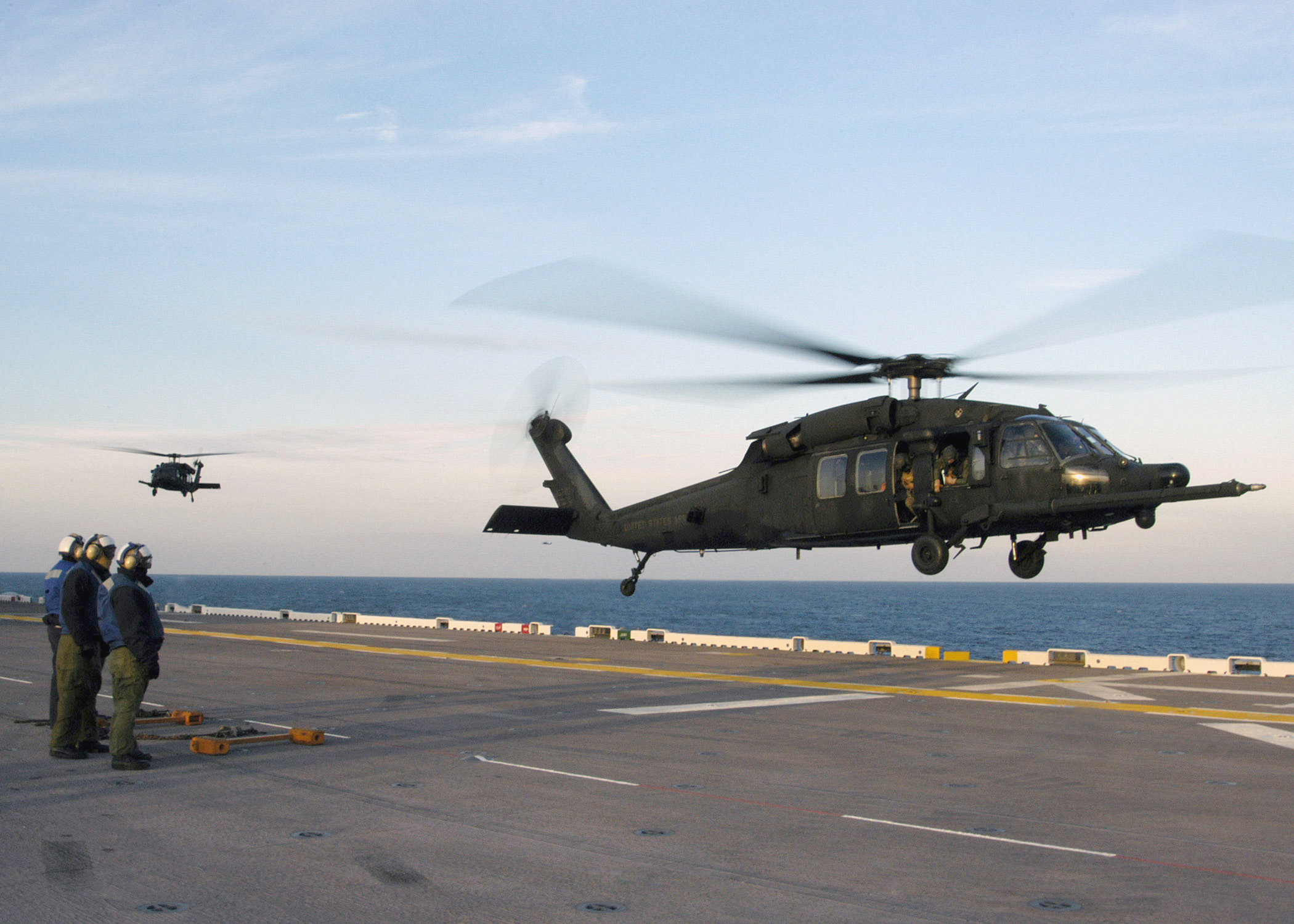
MH-60L

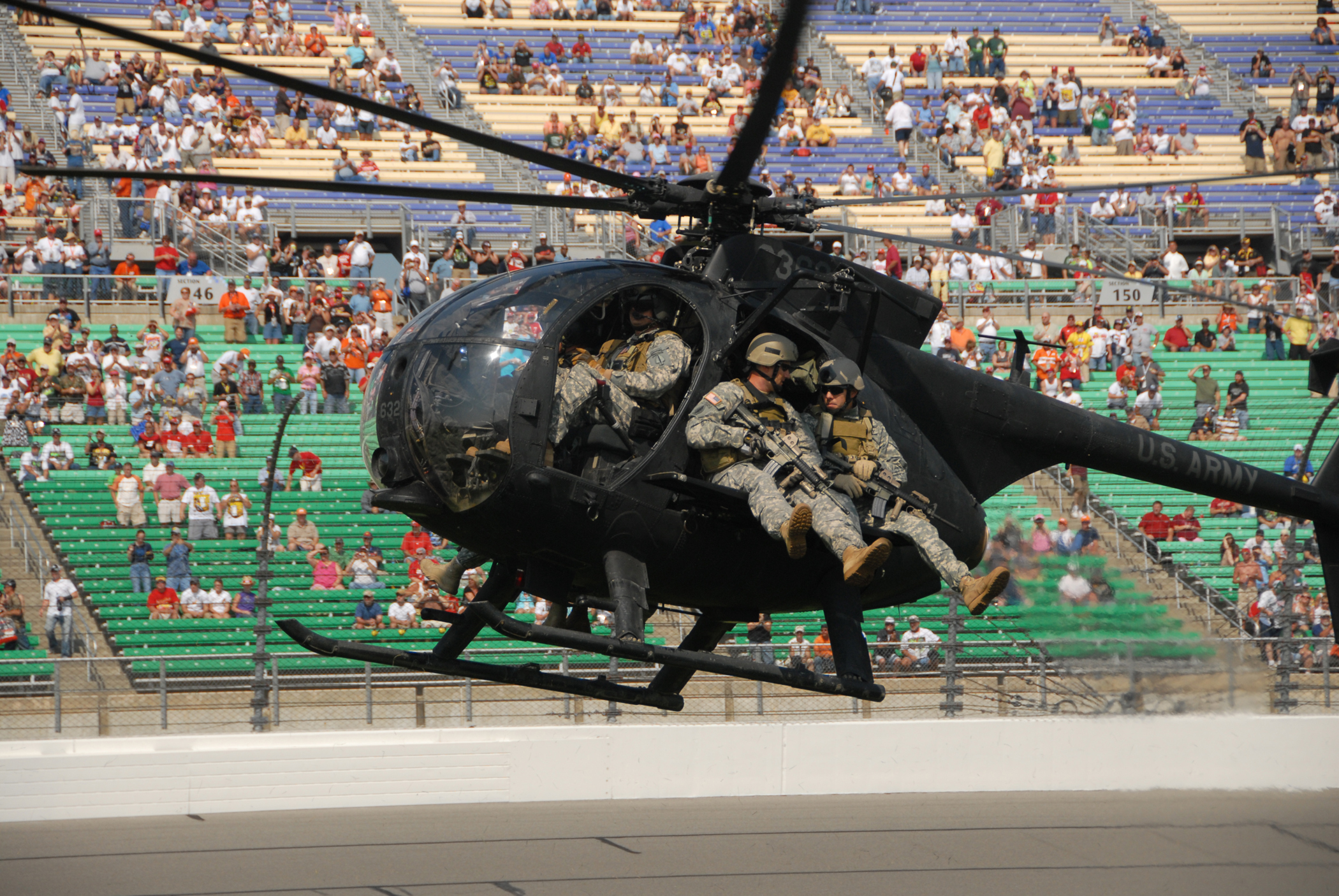
レンジャー隊員を搭乗させたMH-6

  - 中強襲ヘリコプター中隊(MH-60M DAP)
  - 中強襲ヘリコプター中隊(MH-60M)
  - 航空整備中隊
- 第2大隊(所在地:フォート・キャンベル)
  - 司令部および司令部中隊
  - 重強襲ヘリコプター中隊(MH-47G)
  - 重強襲ヘリコプター中隊(MH-47G)
  - 中強襲ヘリコプター中隊(MH-60M)
  - 監視・多用途中隊(MQ-1C)
  - 航空整備中隊
- 第3大隊(所在地:ハンター陸軍飛行場)
  - 司令部および司令部中隊
  - 中強襲ヘリコプター中隊(MH-60M)
  - 重強襲ヘリコプター中隊(MH-47G)
  - 重強襲ヘリコプター中隊(MH-47G)
  - 航空整備中隊
- 第4大隊(所在地:ルイス・マッコード統合基地)
  - 司令部および司令部中隊
  - 中強襲ヘリコプター中隊(MH-60M)
  - 重強襲ヘリコプター中隊(MH-47G)
  - 重強襲ヘリコプター中隊(MH-47G)
  - 航空整備中隊

また、必要に応じて以下の部隊から支援を受ける。
- 第245航空連隊第1大隊（陸軍オクラホマ州兵）
  - UH-1イロコイ　23機
  - AH-6リトルバード　25機
  - MH-60ブラックホーク　15機
- 空軍第19航空支援作戦飛行隊
TACP（戦術航空管制班）および気象観測班を保有。

## 歴代司令官
| 職名           | 在任期間                | 氏名                   | 階級 | 備考                                   |
| -------------- | ----------------------- | ---------------------- | ---- | -------------------------------------- |
| 大隊長         | 1981年10月 - 1982年4月  | Jacob B. Couch         | 中佐 | タスクフォース160（第160航空大隊）創設 |
| 大隊長         | 1982年4月 - 1983年      | Barry J. Sottak        | 中佐 |                                        |
| 大隊長         | 1983年 - 1985年         | Terrence M. Henry      | 大佐 |                                        |
| 大隊長         | 1985年 - 1986年         | Clyde A. Hennies       | 大佐 |                                        |
| グループ司令官 | 1986年 - 1989年         | John N. Dailey         | 大佐 | 第160特殊作戦航空グループに改編        |
| 連隊長         | 1989年 - 1990年         | William J. Miller      | 大佐 | 第160特殊作戦航空連隊に改編            |
| 連隊長         | 1990年 - 1992年10月     | Joseph A. Fucci        | 大佐 |                                        |
| 連隊長         | 1992年10月 - 1994年11月 | Bryan D. Brown         | 大佐 |                                        |
| 連隊長         | 1994年11月 - 1996年     | Dell L. Dailey         | 大佐 |                                        |
| 連隊長         | 1996年 - 1997年12月     | Richard A. Cody        | 大佐 |                                        |
| 連隊長         | 1997年12月 - 1999年12月 | Howard W. Yellen       | 大佐 |                                        |
| 連隊長         | 1999年12月 - 2001年     | Richard B. Bowman      | 大佐 |                                        |
| 連隊長         | 2001年 - 2003年         | Richard L. Polczynski  | 大佐 |                                        |
| 連隊長         | 2003年 - 2005年6月      | Andrew N. Milani       | 大佐 |                                        |
| 連隊長         | 2005年6月 - 2008年5月   | Kevin W. Mangum        | 大佐 |                                        |
| 連隊長         | 2008年6月 - 2010年      | Clayton M. Hutmacher   | 大佐 |                                        |
| 連隊長         | 2010年 - 2012年7月      | John W. Thompson       | 大佐 |                                        |
| 連隊長         | 2012年7月 - 2014年6月   | John R. Evans, Jr.     | 大佐 |                                        |
| 連隊長         | 2014年7月 - 2016年7月   | Michael J. Hertzendorf | 大佐 |                                        |
| 連隊長         | 2016年7月 - 2018年7月   | Philip J. Ryan         | 大佐 |                                        |
| 連隊長         | 2018年7月 - 2020年6月   | Scott D. Wilkinson     | 大佐 |                                        |
| 連隊長         | 2020年6月 - 2022年6月   | Andrew R. Graham       | 大佐 |                                        |
| 連隊長         | 2022年6月 -             | Roger P. Waleski, Jr.  | 大佐 |                                        |

## 戦歴
| 戦争名                                                                       | 国名           | 年            |
| ---------------------------------------------------------------------------- | -------------- | ------------- |
| グレナダ侵攻                                                                 | グレナダ       | 1983年        |
| オペレーション・プライム・チャンス                                           | ペルシャ湾     | 1987年–1988年 |
| オペレーション・マウント・ホープ III (リビア軍のMi-24ハインドを捕獲する作戦) | チャド         | 1988年        |
| パナマ侵攻                                                                   | パナマ         | 1989年        |
| 湾岸危機                                                                     | イラク         | 1990年        |
| 湾岸戦争                                                                     | イラク         | 1991年        |
| ソマリア内戦 モガディシュの戦闘                                              | ソマリア       | 1993年        |
| アフガニスタン侵攻                                                           | アフガニスタン | 2001年        |
| イラク戦争                                                                   | イラク         | 2003年        |
| オペレーション・ネプチューンズ・スピア                                       | パキスタン     | 2011年        |
| カイラ・ミューラー作戦                                                       | シリア         | 2019年        |
| アブイブラヒム・ハシミ殺害作戦                                               | シリア         | 2022年        |

## 航空機
夜間の特殊作戦に使用されることが多いため、通常の米陸軍のヘリとは異なり黒を基調とした塗装が施され、暗視装置、レーダーに捕捉されないように低高度を飛行するための地形追従航法装置、長距離飛行のための空中給油装置（MH/AH-6は除く）、敵ミサイルの追尾を妨害する自機防御装置などが標準装備され高度に改造されている。また、冬季迷彩仕様、洋上迷彩仕様、ネプチューン・スピア作戦で使用されたステルス仕様に施された機体なども確認されている。
| 航空機   | 用途          | 形態                                  | 配備数 | 備考                                                            |
| -------- | ------------- | ------------------------------------- | ------ | --------------------------------------------------------------- |
| UH-60L/K | 強襲輸送/攻撃 | MH-60L/Kナイトホーク                  | 72機   | 一部L型をESSSまたはETS翼を装備したDAP型に改造して運用している。 |
| CH-47F   | 強襲輸送      | MH-47G                                | 71機   |                                                                 |
| MH/AH-6  | 強襲輸送/攻撃 | MH-6 リトルバード・AH-6J キラーエッグ | 47機   | 一部M型はFRIESを装備                                            |
| MQ-1C    | 監視          | MC-1Q グレイイーグル                  | 12機   |                                                                 |

## 登場作品
『ブラックホーク・ダウン』
モガディシュの戦闘を舞台とした映画。映画制作に当たって全面支援し、実際に使用されているヘリコプターが撮影に使われており、実際に所属するパイロットたちも撮影に協力している。
『ローン・サバイバー』
レッド・ウィング作戦を舞台とした映画。同作戦でCH-47の墜落により乗員8名を失っている。
『THE BLACKLIST/ブラックリスト』
シーズン3、11話「グレゴリーデヴライ」にてジェームズ・スペイダー演じるレイモンド・“レッド”・レディントンが過去に指揮していた作戦。
1989年6月に、マインスイープ作戦を指揮。内容は海軍のクウェートでの諜報作戦のサポートと監視。その実働隊が第160 SOAR。

### 公式
- 160th SOAR (A) Official site at Fort Campbell
- 160th SOAR (A) fact sheet at USASOC

### 元隊員のサイト
- Night Stalkers Association
- NightStalkers.com
- SpecialOperations.com's unit profile
- Night Stalkers roll of honour, awards and images.